# 彼得羅巴甫洛夫斯科耶區
52°04′N 84°07′E / 52.067°N 84.117°E

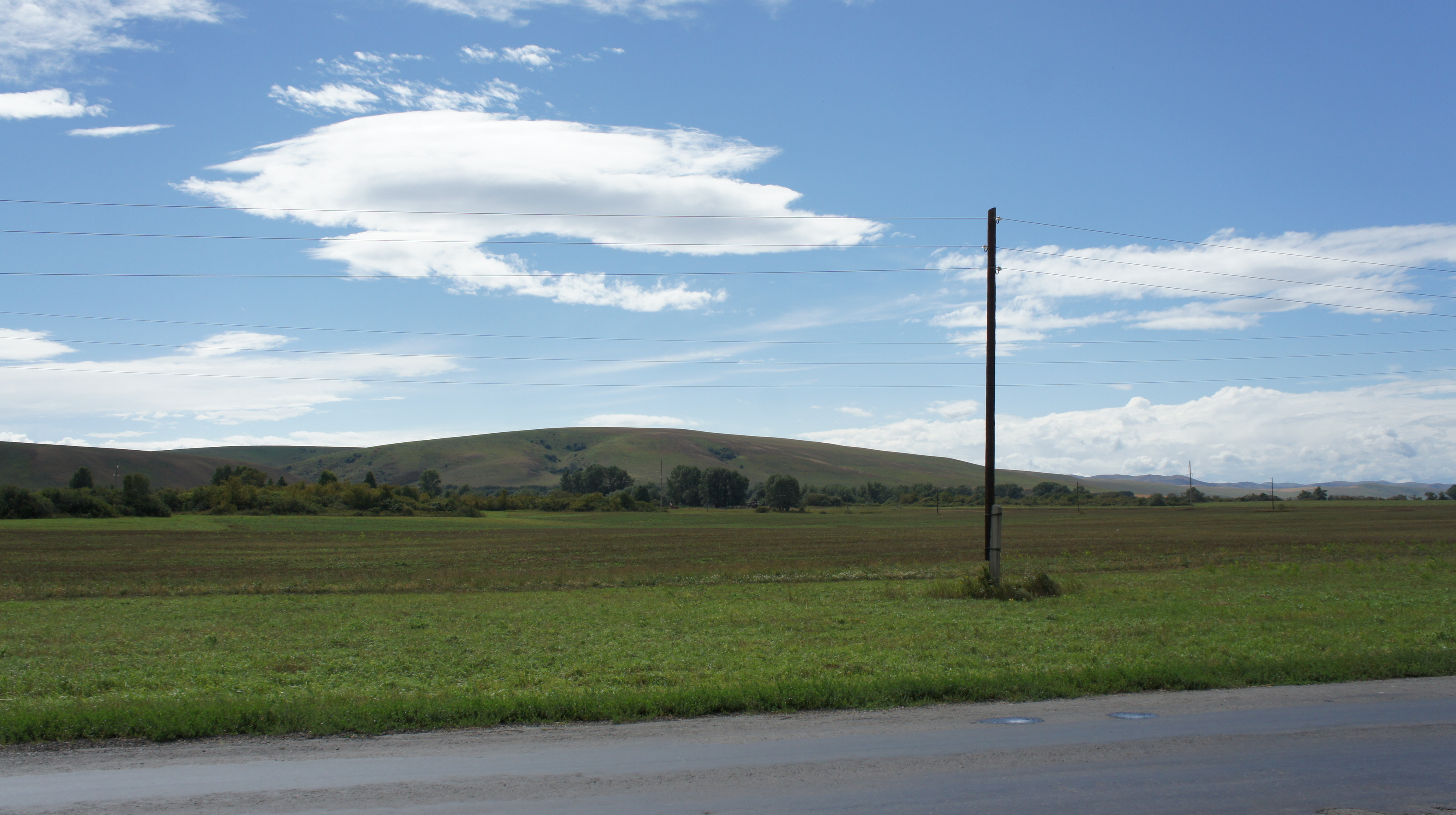

彼得羅巴甫洛夫斯科耶區（俄语：Петропавловский район），是俄羅斯的一個區，位於該國南部，由阿爾泰邊疆區負責管轄，面積1,618平方公里，2010年人口12,450，人口密度每平方公里7.69人。